# Caroline van Dullemen
Caroline van Dullemen (1958) is een Nederlandse socioloog en publicist.
Van Dullemen werkte als journalist voor het NRC Handelsblad en ze was verbonden met de Anti-Apartheidsbeweging Nederland. Ze werkte ook als secretaris van de Nationale Adviesraad voor Ontwikkelingssamenwerking. Tussen 2001 en 2004 was ze directeur van het Wetenschappelijk Bureau van GroenLinks. In 2004 richtte zij WorldGranny op, een organisatie die zich inzet voor ouderen, in het bijzonder grootmoeders, in ontwikkelingslanden. Grootmoeders zijn in ontwikkelingslanden vaak op zichzelf aangewezen, terwijl ze ook de zorg hebben voor kleinkinderen waarvan de ouders zijn overleden of vertrokken voor werk. Daarnaast is zij voorzitter van het Nederlands instituut voor Zuidelijk Afrika.
Van Dullemen schreef een aantal boeken waaronder "De klank van Malibongwe, vrouwen in een nieuw Zuid-Afrika" en "Altijd de sterkste thuis, opgroeien met een zieke ouder" (2004).
Ze was getrouwd met de politicoloog Meindert Fennema (1946-2023).

## Voetnoten
1. ↑  Bron: worldgranny.nl (pagina niet meer beschikbaar)